# Шнайдер, Дин
Дин Шнайдер (3 октября 1992) — швейцарский естествоиспытатель-натуралист, основатель заповедника «Hakuna Mipaka» в ЮАР.
Дин Шнайдер ведёт популярный блог в Инстаграме, на 10 апреля 2025 года на него подписано 11 миллионов человек. Так же имеет канал на Ютубе — более 10 миллионов подписчиков. В Фейсбуке у него более 500 тысяч подписчиков. В Твиттере на его профиль подписано 66 000 человек.

## Биография
Родился в Швейцарии, в Цюрихе. Вырос в полной семье с отцом и матерью, у Дина Шнайдера есть старшая сестра (разница в 1 год). Мать родом с Балканского региона, отец — гражданин Швейцарии. С шести лет Дин открыл в себе склонность ладить с животными, также его вдохновлял Стив Ирвин — известный натуралист из Австралии. Однако изначально он пошёл по пути привычного светского развития — закончил финансовый институт и начал карьеру финансового консультанта. Дела пошли в гору, Дин основал свою собственную компанию, но при этом не оставлял мечты открыть заповедник. К 23 годам он накопил достаточно связей и денег для воплощения своей мечты в жизнь.

## Заповедник Хакуна Мипака
В 2017 году он начал подготовку к переезду в ЮАР, чтобы там открыть заповедник. Решение распродать имущество и забросить карьеру шокировало друзей и родителей Дина, но он продолжил двигаться к цели. В течение двух лет он совершал поездки в ЮАР и обратно в Швейцарию, искал подходящую землю, заводил знакомства и вкладывал деньги. Затем окончательно переехал в заповедник.
По словам Дина, ситуация с браконьерством в ЮАР напряжённая, поэтому пришлось сразу нанимать шесть вооружённых охранников. Максимальный ущерб, которые наносили браконьеры — срезанные проволоки у заборов. Животные в заповеднике не пострадали ни разу. Однако недалеко от заповедника произошло убийство шести львов — ради лап и голов их отравили мясом. На чёрном рынке данные конечности хищников ценятся как магические снадобья. Дин Шнайдер выступает с резкой критикой мистических взглядов на мир, ратует за просвещение людей, защиту животного мира.
«Hakuna Mipaka» на суахили означает — «Здесь нет никаких ограничений». В данный момент площадь заповедника составляет 400 гектаров. Заповедник закрыт для туристов, экскурсий также нет, иные мероприятия не проводятся. По сути создана закрытая и охраняемая территория для дикой жизни животных многих видов. Заповедник принимает на добровольную волонтёрскую работу всех желающих.
Сейчас в заповеднике живут 6 львов — 3 самца и 3 самки, 2 обезьяны капуцина, 2 гепарда, 1 пятнистая гиена, 1 енот, 1 антилопа. На территории также обитают другие животные без имён, включая бородавочников, жирафов, бабуинов, импалы, питонов, собак, волков, зебр, птиц и рептилий. Животных в заповеднике не разводят целенаправленно, но могут принимать особей для реабилитации и затем выпускать в заповедник жить.
На 2019 год, по словам Дина, свободные средства у него закончились. Теперь он старается сделать заповедник самоокупаемым за счёт пожертвований неравнодушных людей и продажи сувениров.